# 翁多澤羅湖
翁多澤羅湖是俄羅斯的湖泊，由卡累利阿共和國負責管轄，長30.8公里、寬13.2公里，面積182.4平方公里，平均水深3.3米，最大水深8米，湖中有54個島嶼，每年十一月至翌年五月結冰。